# Піно-сулла-Спонда-дель-Лаго-Маджоре
Піно-сулла-Спонда-дель-Лаго-Маджоре, Піно-сулла-Спонда-дель-Лаґо-Маджоре (італ. Pino sulla Sponda del Lago Maggiore) — колишній муніципалітет в Італії, у регіоні Ломбардія, провінція Варезе. З 4 лютого 2014 року Піно-сулла-Спонда-дель-Лаго-Маджоре є частиною новоствореного муніципалітету Макканьо-кон-Піно-е-Веддаска.
Піно-сулла-Спонда-дель-Лаго-Маджоре розташоване на відстані близько 560 км на північний захід від Рима, 80 км на північний захід від Мілана, 33 км на північ від Варезе.
Населення — 222 особи (2012).
Щорічний фестиваль відбувається 16 червня. Покровитель — San Quirico e Santa Giulitta.

## Демографія
Населення за роками:

Станом на 31 грудня 2010 року в муніципалітеті офіційно проживав 21 іноземець з 9 країн, серед них 9 громадян країн Євросоюзу та 2 громадяни України.

## Сусідні муніципалітети
- Бриссаго
- Кав'яно
- Джерра-(гамбароньйо)
- Макканьо
- Ронко-сопра-Аскона
- Сан-Наццаро
- Сант'Аббондіо
- Тронцано-Лаго-Маджоре
- Веддаска